# Gian Emilio Piazza
Gian Emilio Piazza (Legnano, 27 settembre 1914 – Somma Lombardo, 8 marzo 1992) è stato un calciatore italiano, di ruolo difensore.
Era figlio di Gian Guido Piazza, campione d'Italia col Milan nel 1907.

## Carriera
Terzino destro, ha disputato complessivamente 96 partite in Serie A con le maglie di Milan, Liguria e Venezia, con cui ha vinto la Coppa Italia 1940-1941. Ha inoltre totalizzato 94 presenze in Serie B con Comense e Gallaratese.

## Palmarès
- Coppa Italia: 1

Venezia: 1940-1941